# Zinka Milanov
Zinka Milanov (17. května 1906, Záhřeb – 30. května 1989, New York, rodným jménem Zinka Kunc) byla operní pěvkyně – sopranistka, původem z Chorvatska, která působila dlouhá léta na scéně Metropolitní opery v New Yorku.

## Pěvecká kariéra
Debutovala 29. října 1927 v roli Leonory ve Verdiho opeře Trubadúr ve slovinské Lublani. Její mezinárodní debut byl ve stejné roli v Drážďanech 5. listopadu 1928. Poté byla šest let sólistkou Nového německého divadla v Praze. V té době vystoupila pohostinsky i dvakrát v Národním divadle: 4. prosince 1934 jako Elsa z Brabantu ve Wagnerově opeře Lohengrin a 19. června 1937 jako Lenora ve Verdiho Trubadúrovi. Těsně před druhou světovou válkou odešla do Spojených států amerických a 17. prosince 1937 poprvé vystoupila v Metropolitní opeře (Met) v New Yorku. Přijala umělecké příjmení Milanov podle uměleckého pseudonymu svého druhého manžela. V Met vytvořila řadu rolí především v operách Verdiho, Ponchielliho a Pucciniho. Její zpěv je zaznamenán na řadě gramofonových nahrávek.
Po druhé světové válce se potřetí provdala, jejím manželem se stal jugoslávský generál a diplomat Ljubomir Ilić, se kterým odešla do vlasti. V roce 1950 vystoupila na scéně Teatro alla Scala v Miláně jako Tosca ve stejnojmenné opeře Giacoma Pucciniho. Brzy poté se na pozvání nového generální ředitele Rudolfa Binga vrátila na scénu Metropolitní opery v New Yorku. Naposledy zde vystoupila při posledním představení, které se konalo ve staré budově Met v roce 1966.
Zemřela v nemocnici Lenox Hill Hospital na Manhattanu 30. května 1989. Je pohřbena na hřbitově Mirogoj v Záhřebu.